# Salmers
Salmers (westallgäuerisch: Salmas) ist ein Gemeindeteil des Markts Weiler-Simmerberg im  bayerisch-schwäbischen Landkreis Lindau (Bodensee).

## Geographie
Der im Rothachtal gelegene Weiler befindet sich circa vier Kilometer südwestlich des Hauptorts Weiler im Allgäu und zählt zur Region Westallgäu. Nordöstlich der Ortschaft befindet sich das Felsgeotop Enschenstein und südlich die Staatsgrenze zu Vorarlberg. Auch die auf 703 Metern gelegene Mischalpe Salmersberg (veraltet auch Leuberg) zählt zum Gemeindeteil Salmers.

## Ortsname
Der Ortsname stammt vom Personennamen Salomon bzw. Salman ab und bedeutet somit (Ansiedlung) des Salomon.

## Geschichte
Salmers wurde urkundlich erstmals im Jahr 1569 zusammen mit dem in der Gemeinde Sulzberg in Vorarlberg gelegenen Dreienau als Treuenau und Salom erwähnt. Im Jahr 1605 wurde Salmersberg erstmals als Im Salmenberg erwähnt. Der Ort gehörte einst der Gemeinde Simmerberg an.

### Augenkapelle

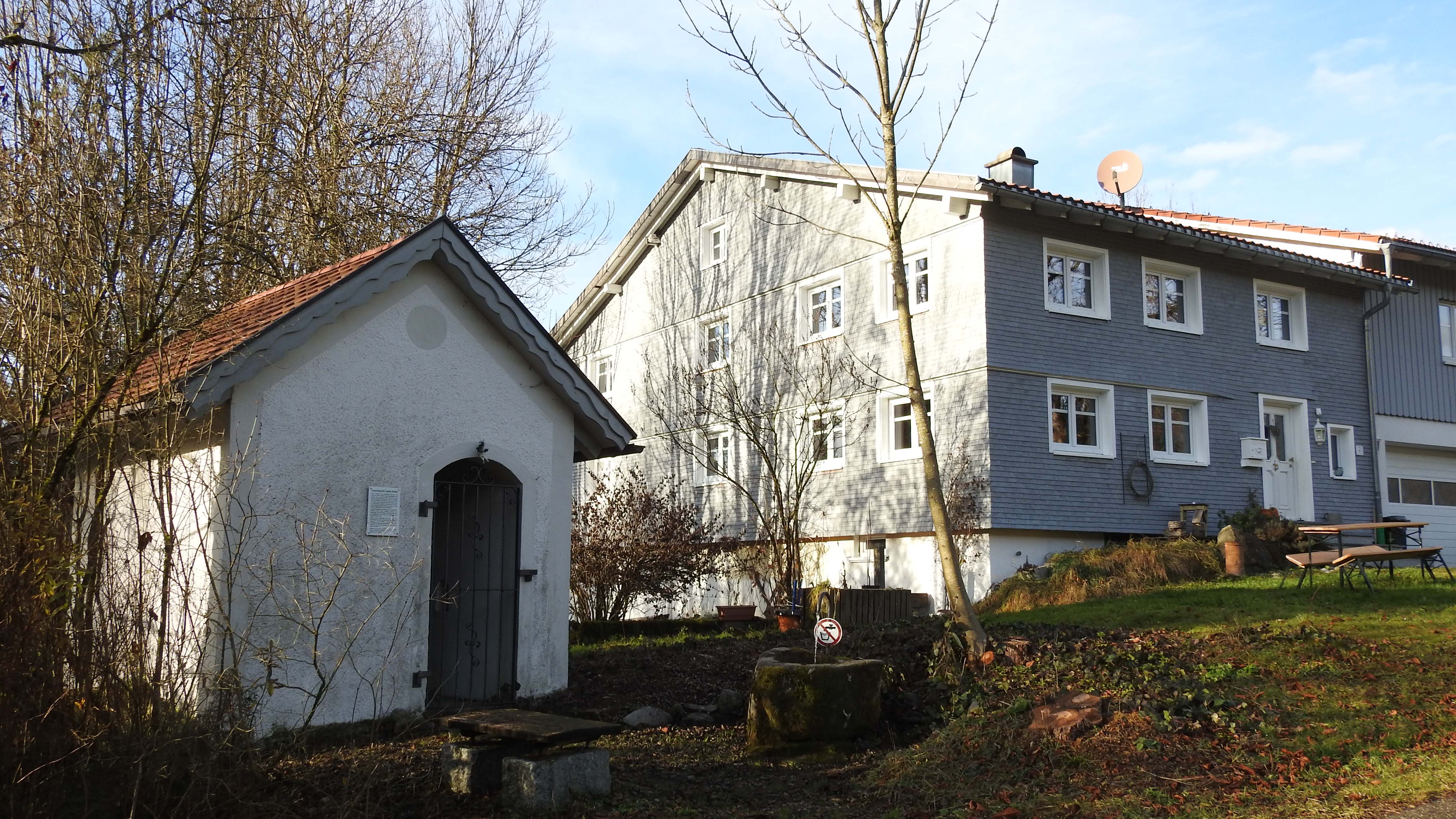
Augenkapelle in Salmers

Im Jahr 1825 wurde die Ottilienkapelle erbaut. Durch vermeintliche Heilungen von Augenkrankheiten in der Kapelle in den darauffolgenden Jahren wurde sie fortan als Augenkapelle bezeichnet und zum Wallfahrtsort. Im Jahr 2007 wurde die Kapelle restauriert.

## Persönlichkeiten
- Harry Pross (1923–2010), deutscher Publizistikwissenschaftler, lebte in Salmers[8]